# Runzeliger Rapsdotter
Der Runzelige Rapsdotter (Rapistrum rugosum), auch Runzliger Windsbock genannt, ist eine Pflanzenart aus der Gattung Rapsdotter (Rapistrum) innerhalb der Familie der Kreuzblütler (Brassicaceae).

## Beschreibung

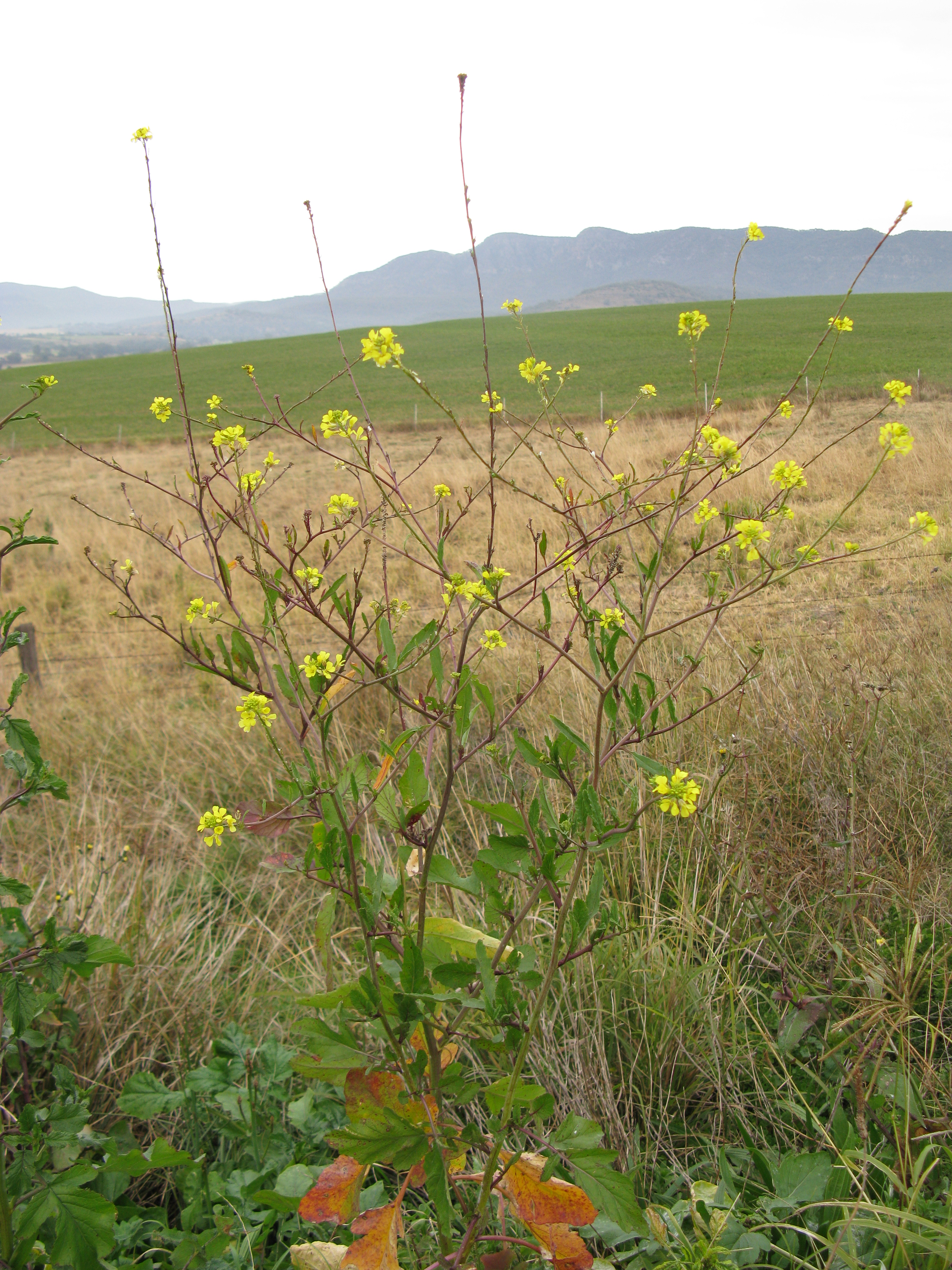
Habitus

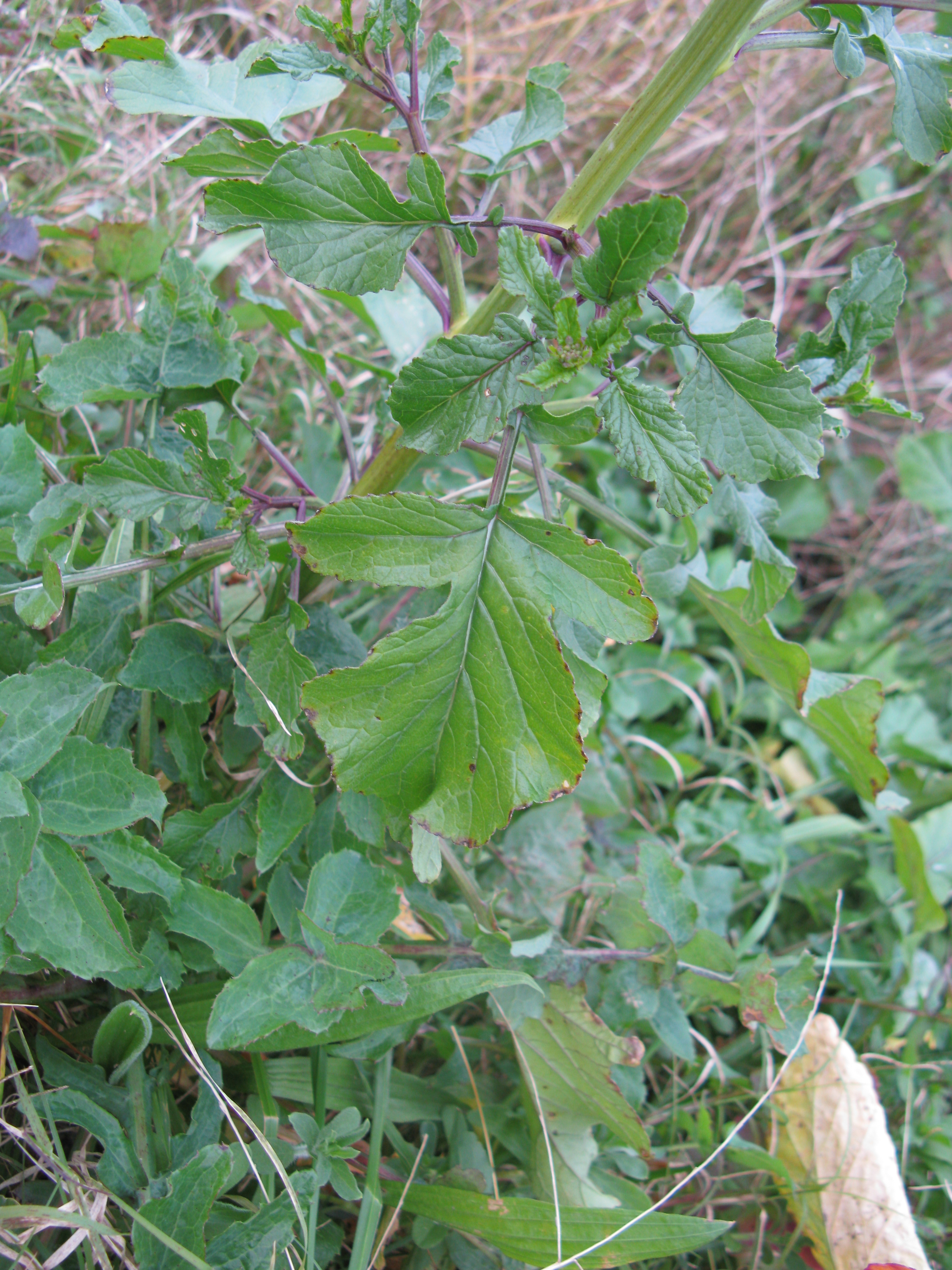
Laubblätter

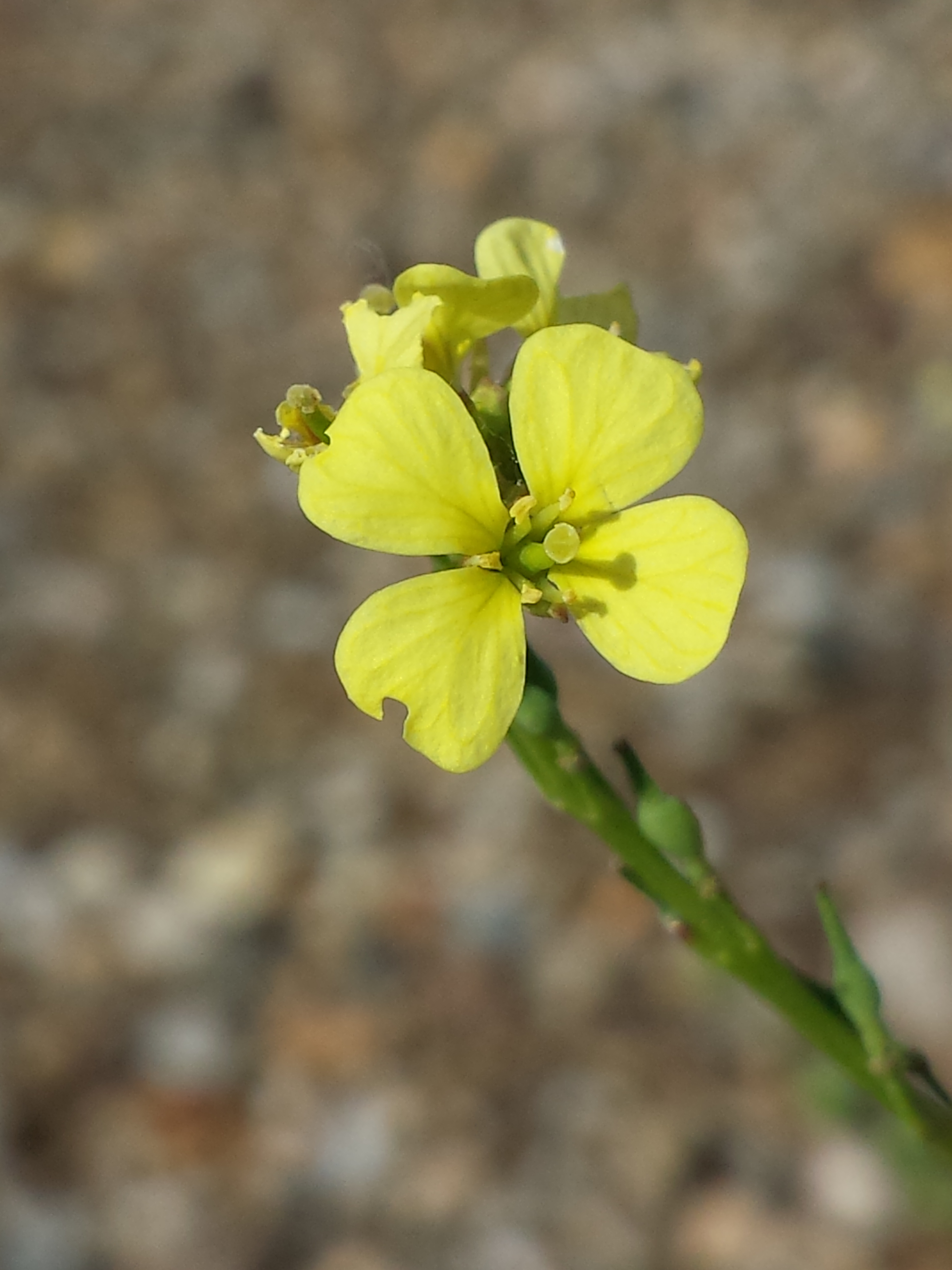
Blüte

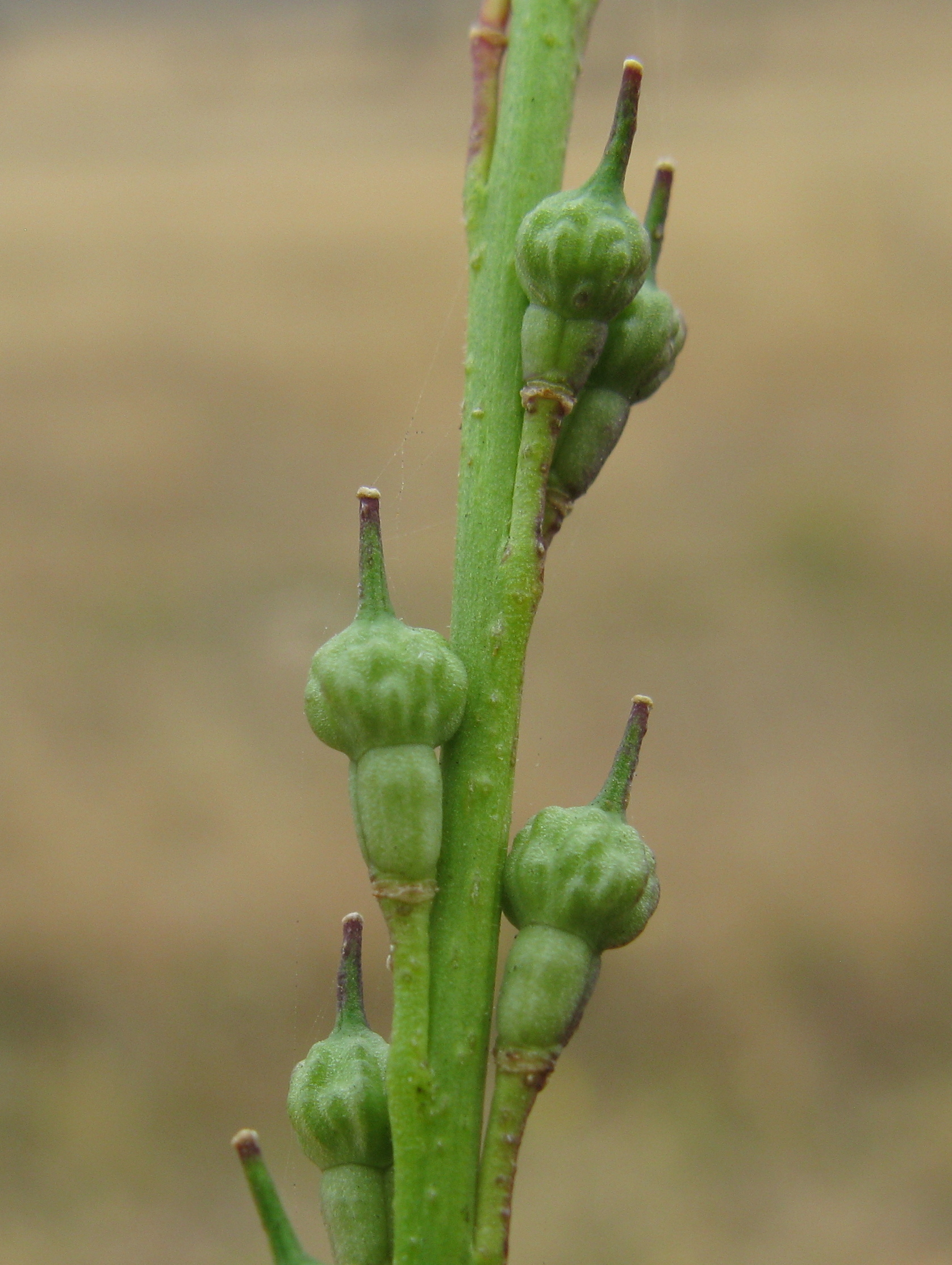
Junge Früchte

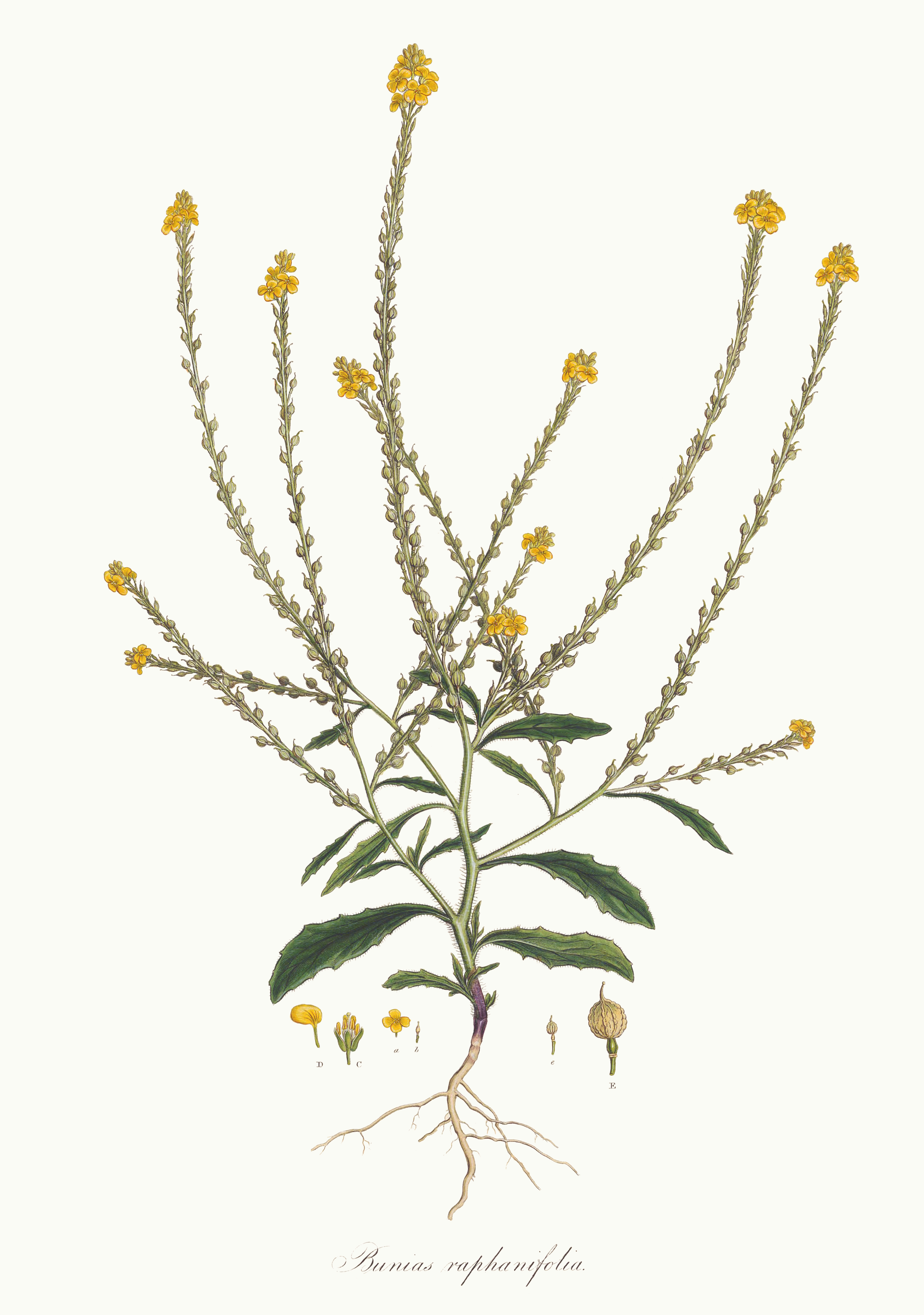
Illustration aus Flora Graeca, Band 7, Tafel 612

### Vegetative Merkmale
Der Runzelige Rapsdotter ist eine einjährige krautige Pflanze, die Wuchshöhen von 15 bis 60 Zentimetern erreicht. Der aufrechte Stängel ist stumpfkantig, von Grund an verzweigt und borstig behaart. Die Äste sind aufrecht-abstehend und enden in Blütenständen.
Die grundständig und wechselständig am Stängel angeordneten Laubblätter sind dunkelgrün und beiderseits von zerstreuten borstigen Trichomen rau behaart. Nur die oberen Blätter sind kahl. Die Grundblätter und die unteren Stängelblätter sind gestielt und bei einer Länge von 5 bis 15 Zentimetern sowie bei einer Breite von 1,5 bis 5 Zentimetern leierförmig fiederlappig, fiederteilig bis gefiedert. Sie besitzen meist auf jeder Seite drei vom Grunde an an Größe zunehmende dreieckig-eiförmige gekerbt-gezähnte Blattlappen und einen viel größeren rundlich-eiförmigen Endabschnitt. Die oberen Stängelblätter sind ungeteilt, lanzettlich und gezähnt bis ganzrandig.

### Generative Merkmale
Die Blütezeit reicht von Juni bis Juli. In einem anfangs schirmtraubigen, später durch deutliche Streckung der Blütenstandsachse bis zur Fruchtreife traubigen Blütenstand stehen viele Blüten zusammen. Die Blütenstiele sind kürzer oder bis fast so lang wie der Kelch.
Die zwittrige Blüte ist vierzählig mit doppelter Blütenhülle. Die vier aufrecht-abstehenden Kelchblätter sind bei einer Länge von 2,5 bis 4 Millimetern sowie einer Breite von 0,6 bis 1 Millimetern schmal elliptisch-lanzettlich. Die vier gelben bis zitronen-gelben und im Abblühen sich weiß färbenden Kronblätter sind in Nagel und Platte gegliedert. Ihre 2 bis 4 Millimeter breite Platte ist am oberen Ende gerundet und verschmälert sich im unteren Bereich allmählich in den mit einer Länge von 6 bis 10 Millimetern relativ langen Nagel.
Der Fruchtstiel ist der Fruchtstandsachse aufrecht anliegend und etwa so lang wie der untere Teil der Frucht. Die 0,5 bis 1 Zentimeter lange, behaarte Frucht ist zweiteilig. Das obere Fruchtglied ist verdickt, eiförmig bis kugelig und meist stark gerippt mit oft höckerigen Rippen und verschmälert sich plötzlich in den bei einer Länge von 2,5 bis 4 Millimetern kurzen oder langen Griffel. Es enthält meist nur einen Samen. Das untere Fruchtglied ist walzlich bis schmal ellipsoidisch oder stielförmig und enthält einen oder keinen Samen. Die Samenschale ist gelbbraun und glatt.
Die Chromosomenzahl beträgt 2n = 16.

## Vorkommen
Es gibt Fundortangaben für Marokko, Algerien, Tunesien, Libyen, Ägypten, im Gebiet von Israel, Jordanien, Syrien und Libanon, die Balearen, Spanien, Portugal, Frankreich, Korsika, Sardinien, Sizilien, Italien, Österreich, Slowenien, Kroatien, Albanien, Bulgarien, Griechenland, Zypern, Kreta, Inseln in der Ägäis, die Türkei, die Ukraine, Russland, im Kaukasusraum, Armenien, auf den Azoren und in Madeira. Zweifelhaft ist die Ursprünglichkeit auf den Kanaren. In zahlreichen weiteren Ländern Europas ist Rapistrum rugosum ein Neophyt.
In Mitteleuropa gedeiht der Runzelige Rapsdotter in Klee- und Luzerne-Feldern, auch unter Getreide und ruderal. Er gedeiht auf mäßig trockenen, nährstoffreichen, meist kalkreichen humosen Ton- oder Lehmböden. Er ist eine Art der Klasse der Secalietea. In der Schweiz gedeiht der Runzelige Rapsdotter sehr zerstreut an Wegrändern und Schuttplätze in der kollin-montanen, selten bis subalpinen Höhenstufe. 
Die ökologischen Zeigerwerte nach Landolt et al. 2010 sind in der Schweiz: Feuchtezahl F = 2 (mäßig trocken), Lichtzahl L = 4 (hell), Reaktionszahl R = 4 (neutral bis basisch), Temperaturzahl T = 4+ (warm-kollin), Nährstoffzahl N = 4 (nährstoffreich), Kontinentalitätszahl K = 4 (subkontinental).

## Taxonomie
Die Erstveröffentlichung erfolgte 1753 unter dem Namen (Basionym) Myagrum rugosum durch Carl von Linné in Species Plantarum, Tomus II, S. 640. Die Neukombination zu Rapistrum rugosum (L.) All. wurde 1785 durch Carlo Allioni in Flora Pedemontana, Band 1, S. 257 veröffentlicht. Weitere Synonyme für Rapistrum rugosum (L.) All. sind: Myagrum orientale L., Myagrum venosum Pers., Rapistrum clavatum (Poir.) DC., Rapistrum confusum Pomel, Rapistrum conoideum Pomel, Rapistrum hirsutum Host, Rapistrum hirtum Host, Rapistrum hispanicum (L.) Crantz, Rapistrum hispidum Godr., Rapistrum linnaeanum Boiss. & Reut., Rapistrum microcarpum Jordan, Rapistrum orientale (L.) Crantz, Rapistrum strictissimum Pomel, Rapistrum rugosum subsp. microcarpum (Loret) P.Fourn., Rapistrum rugosum subsp. nemausense (Cabanès) P.Fourn. & Cabanès, Rapistrum rugosum subsp. orientale (L.) Arcang., Rapistrum rugosum (L.) All. subsp. rugosum, Rapistrum rugosum var. orientale (L.) Arcang., Rapistrum rugosum (L.) All. var. rugosum.

## Inhaltsstoffe
Aus Samen und grünen Pflanzenteilen wurde Glucocheirolin nachgewiesen.